# Androy (regio)
Androy is een regio in het zuiden van Madagaskar. De regio heeft een oppervlakte van 19.317 km² en telt 695.423 inwoners. De regio grenst in het westen aan Atsimo-Andrefana en in het noorden en oosten aan Anosy. De hoofdstad is Ambovombe

## Districten
De regio bestaat uit vier districten:
- Ambovombe
- Bekily
- Beloha
- Tsiombe

## Nationale parken en wildreservaten
- Nationaal park Andohahela
- Berenty-reservaat